# Carlos Pellegrini (ort i Argentina)
Carlos Pellegrini är en ort i Argentina.   Den ligger i provinsen Santa Fe, i den centrala delen av landet, 400 km nordväst om huvudstaden Buenos Aires. Carlos Pellegrini ligger 112 meter över havet och antalet invånare är 5 311.
Terrängen runt Carlos Pellegrini är mycket platt. Närmaste större samhälle är San Jorge, 18,6 km norr om Carlos Pellegrini.
Trakten runt Carlos Pellegrini består till största delen av jordbruksmark. Runt Carlos Pellegrini är det glesbefolkat, med 13 invånare per kvadratkilometer.